# El teléfono (película de 1909)
El teléfono (The Lonely Villa) es una película muda estadounidense dirigida por D. W. Griffith y estrenada en 1909. Fue producida por Biograph Company cuando éste y muchos otros estudios de la industria cinematográfica estadounidense estaban situados en Fort Lee (Nueva Jersey) a principios del siglo XX. De esta película tan sólo se conserva un ejemplar antiguo.

## Trama
Un grupo de criminales espera a que un hombre adinerado salga de su casa para entrar a robar en ella y amenazar a su mujer y sus hijas. Ellas se refugian en una de las habitaciones, pero los ladrones consiguen entrar. El padre descubre qué está pasando y vuelve corriendo a casa para intentar salvar a su familia.

## Comentarios
En El teléfono, Griffith establece una estructura triádica o una combinación de dos planos en series de tres, de manera que pasa de un plano a otro y de otro al primero (ABA-ABA-ABA). Para ello, utiliza algunos trucos como hacer los planos del asalto más largos que los del rescate, y así dar la sensación de que no llegará a tiempo (salvación en el último minuto). Con esta técnica, el tiempo se congela o se estira como un chicle, según la voluntad del realizador. 

## Reparto
- David Miles: Robert Cullison.
- Marion Leonard: la señora Cullison.
- Mary Pickford: hija de los Cullison.
- Gladys Egan: hija de los Cullison.
- Adele DeGarde: hija de los Cullison.
- Charles Avery.
- Clara T. Bracy.
- John R. Cumpson.
- Robert Harron.
- Anita Hendrie: la doncella.
- Arthur V. Johnson.
- James Kirkwood: el rescatador.
- Florence Lawrence.
- Violet Mersereau.
- Owen Moore: un ladrón.
- Anthony O'Sullivan: otro ladrón.
- Frank Powell.
- Herbert Prior: otro ladrón.
- Mack Sennett: el mayordomo / policía.